# 佩尔斯肯
佩尔斯肯（法語：Persquen，法語發音：[pɛʁskɛn]）是法国莫尔比昂省的一个市镇，属于蓬蒂维区。

## 地理
佩尔斯肯（48°1'46"N, 3°11'47"W）面积19.96 平方千米，位于法国布列塔尼大區莫尔比昂省，该省份为法国西北部沿海省份，位于布列塔尼半岛南部，北起阿摩尔滨海省、西接菲尼斯泰尔省，南濒大西洋，东南接大西洋卢瓦尔省，东临伊勒-维莱讷省。
与佩尔斯肯接壤的市镇（或旧市镇、城区）包括：洛克马洛、比布里、安吉涅勒、利尼奥勒。
佩尔斯肯的时区为UTC+01:00、UTC+02:00（夏令时）。

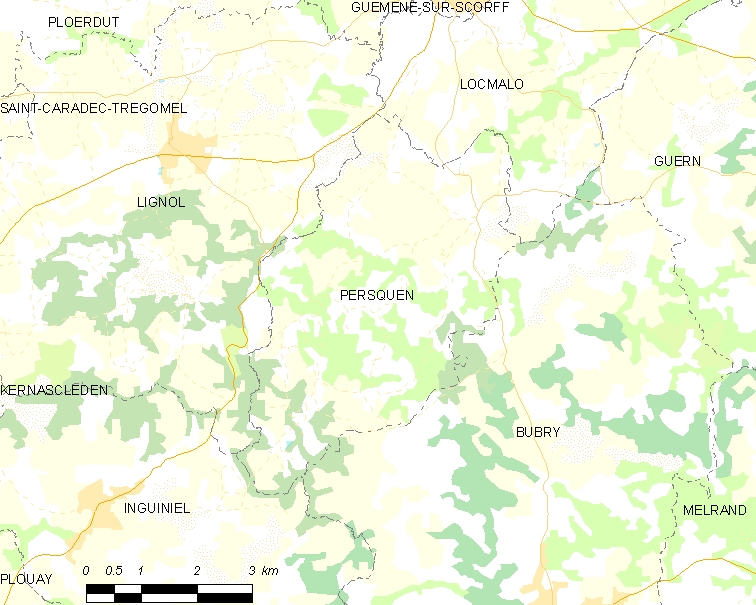
佩尔斯肯的OSM定位图

## 行政
佩尔斯肯的邮政编码为56160，INSEE市镇编码为56156。

## 政治
佩尔斯肯所属的省级选区为古兰县。

## 人口

1962-2008年间佩尔斯肯人口变化图示

佩尔斯肯于2022年1月1日时的人口数量为358人。